# So Real (álbum)
| Críticas profissionais | Críticas profissionais |
| Avaliações da crítica  | Avaliações da crítica  |
| Fonte                  | Avaliação              |
| ---------------------- | ---------------------- |
| Allmusic               | [ 1 ]                  |
| Entertainment Weekly   | C-                     |

"So Real" é o álbum de estreia da cantora pop norte-americana Mandy Moore. Ele foi lançado em 7 de dezembro de 1999 quando ela tinha apenas 15 anos de idade. As representações líricas e visuais do álbum mantiveram o tema comum da inocência na adolescência no final da década de 1990.
O álbum recebeu a certificação de platina da RIAA, por 1 milhão de cópias vendidas nos Estados Unidos, e vendeu mais de 3 milhões de cópias pelo mundo.
Mandy disse em entrevista à MTV americana que, se pudesse, reembolsaria todos que compraram o disco porque, em sua opinião, ele é "ruim".

## Faixas
| N.º            | Título                                | Produtor(es)                | Duração |  |
| 1.             | "So Real"                             | The Wasabees                | 3:51    |  |
| 2.             | "Candy"                               | JIVE, Charlie, The Wasabees | 3:56    |  |
| 3.             | "What You Want"                       | The Wasabees                | 3:42    |  |
| 4.             | "Walk Me Home"                        | Tony Moran                  | 4:23    |  |
| 5.             | "Lock Me in Your Heart"               | The Wasabees                | 3:31    |  |
| 6.             | "Telephone (Interlude)"               |                             | 0:15    |  |
| 7.             | "Quit Breaking My Heart"              | The Wasabees                | 3:53    |  |
| 8.             | "Let Me Be the One" (Five Star cover) | The Wasabees                | 3:50    |  |
| 9.             | "Not Too Young"                       | The Wasabees                | 3:52    |  |
| 10.            | "Love Shot"                           | Sturken, Rogers             | 4:24    |  |
| 11.            | "I Like It"                           | Tony Moran                  | 4:26    |  |
| 12.            | "Love You for Always"                 | The Wasabees                | 3:22    |  |
| 13.            | "Quit Breaking My Heart (Reprise)"    | The Wasabees                | 1:01    |  |
| Duração total: | Duração total:                        | Duração total:              | 44:30   |  |

## Desempenho nas Paradas
| Paradas (1999)                  | Posição |
| ------------------------------- | ------- |
| Billboard 200                   | 31      |
| Billboard 200 - Year-end charts | 116     |

## Certificações
| País           | Certificação | Vendas    |
| -------------- | ------------ | --------- |
| Estados Unidos | Platina      | 1,000,000 |